# 2012年9月

## 9月2日
- 德國藥廠格蘭泰就抗孕婦晨吐藥沙利度胺導致畸胎，作出首次正式道歉。新浪香港

## 9月5日
- 多国研究机构共同参于的DNA元素百科全书项目将对人类基因组的初步研究结果整理为30多篇论文发表于《自然》等科学杂志中。生物谷
- 美国航空航天局宣布，黎明号探测器已离开环绕灶神星的轨道，将飞往下一个观测目标谷神星。凤凰网（页面存档备份，存于）
- 菲律賓總統艾奎諾三世今簽署第29號行政命令，正式將南海命名為「西菲律賓海」。並於9月12日頒布。中央社

## 9月6日
- 亚洲最大的火柴生产厂家，曾出产泊头火柴的河北泊头火柴有限公司破产。凤凰网（页面存档备份，存于）

## 9月7日
- 美國貿易副代表馬倫提斯（Demetrios Marantis）在俄羅斯海參崴舉行的亞太經濟合作會議（APEC）21國領袖峰會前夕表示，APEC已同意減少能促進經濟成長、卻不會危害環境產品的進口關稅。中央社
- 中国云南省彝良县附近地区连续发生一系列地震，造成至少80人死亡。网易

## 9月8日
- 韩国导演金基德执导的电影《圣殇》夺得第69届威尼斯电影节金狮奖。搜狐（页面存档备份，存于）

## 9月9日
- 正在逃亡的伊拉克副總統塔里克·哈希米因謀殺兩人罪名成立，在缺席審判中被當地中央刑事法庭判處死刑。BBC中文網（页面存档备份，存于）
- 2012年香港立法會選舉順利舉行。

## 9月10日
- 日本首相官邸召开內阁会议，決定购买钓鱼台列岛（日本称尖阁诸岛），并将其国有化。BBC中文網（页面存档备份，存于）
- 奧地利經濟日報（Wirtschaftsblatt）報導，為破解偽鈔製作技術，防杜歐元假鈔流通，歐洲央行擬於2012年11月公布新鈔樣本，並訂2013年初正式發行。經濟日報（页面存档备份，存于）

## 9月11日
- 2012夏季达沃斯论坛在天津梅江会展中心开幕，包括90个国家和地区的2000余名政界、商界领袖出席。财新网（页面存档备份，存于）
- 日本「共同通信社」報導，日本政府今與釣魚台地主完成簽約程序，正式將釣魚台列嶼收歸日本國有。致中國大陸嚴正警告其「後果自負」。美國國務院發言人努蘭於記者會表示，憂心東海局勢呈現緊張狀態，籲日本與中國政府均須冷靜以對。中央社-1（页面存档备份，存于）中央社-2（页面存档备份，存于）中央社-3（页面存档备份，存于）
- 美国驻利比亚大使克里斯多夫·史蒂文斯等4名外交人员在利比亚班加西发生的反美抗议活动中遇袭身亡。新华网
- 巴基斯坦拉合尔和卡拉奇的两家工厂相继发生火灾，造成至少314人死亡。搜狐（页面存档备份，存于）

## 9月12日
- 英國廣播公司新聞網（BBC）報導，美國科學家今首度發現野生銅頭蛇和百步蛇等脊椎動物，能夠在未經公蛇授精的情況下進行兼性孤雌生殖，產下一窩蛇寶寶，震驚生物學界。中央社
- 日本外務大臣玄葉光一郎今表示，釣魚台國有化是日本國內的所有權轉移，這個決定無法改變，國有化不能撤回。在中國方面，日本駐北京大使館前的抗議行動已有升溫之勢。但在警方嚴密監控下，尚未有意外發生。另中國宣稱已派兩艘海監船前往駛往釣魚台，並稱11日上午10時41分距釣魚台220海里，但日方卻表明未發現中國海監船行蹤，有中國網友算出釣魚台與中國之間的距離，質疑中國官方說謊。美國國務院主管亞太事務助理國務卿库尔特·坎贝尔今呼籲:日本和中國須冷靜，並對東海領土爭議，將不表明任何立場。香港民主黨10名代表今前往日本駐港總領事館示威，抗議日本購買釣魚台列嶼，並要求日本立即停止侵占。臺灣兩岸和平發展論壇今上午與6、70名抗議人士趕赴日本交流協會台北事務所進行抗議。中國國台辦發言人以十分謹慎的措辭表示，兩岸是「兄弟鬩於牆，外禦其侮」，維護釣魚台主權是「兩岸同胞的共同責任」。中央社-1中央社-2中央社-3（页面存档备份，存于）中央社-4（页面存档备份，存于）中央社-5中央社-6（页面存档备份，存于）聯合報
- 英国公布对1989年发生的希尔斯堡惨案的调查结果，首相戴维·卡梅伦为当年警察的未尽职与对球迷的不公正指责作出道歉。新华网（页面存档备份，存于）

## 9月13日
- 美國聯邦儲備局宣佈推行第三輪量化寬鬆措施。路透社（页面存档备份，存于）
- 中國商務部國際貿易經濟合作研究院研究員金柏松向中新社表示，釣魚台爭議升級，中國「不排除官方對日本進行經濟制裁可能」。中國部分旅行社暫停赴日旅遊業務，部分航空公司擔憂日本線乘客會減少3至4成，中國網友則貼文說，「全中國人都不走日本線！」。聯合報中央社
- 鹿兒島大學教授藤枝繁的「中途島海廢打火機研究計畫」，調查1,400隻因食用海洋廢棄物打火機而死亡的信天翁屍體。報告顯示，48%海廢打火機來自於日本，其次有14%是從台灣乘著洋流漂到中途島。中央社（页面存档备份，存于）

## 9月14日
- 上午6时许，中国海监50、15、26、27和中国海监51、66，抵达钓鱼岛及其附属岛屿海域，进行维权巡航执法。随后，日本外务省事务次官河相周夫紧急召见中国驻日大使程永华，向中国政府提出了“抗议”。中国6艘海监船抵达钓鱼岛海域开展巡航执法（页面存档备份，存于）
- 北區水貨客關注組（North District Parallel Imports Concern Group）成立

## 9月15日
- 中国大陆多地发生反日游行示威。北京的日本领事馆附近有大批民众聚集。但随后游行示威活动失控，长沙、青岛、西安等地出现打砸抢烧等违法行为。兰州晨报（页面存档备份，存于）、腾讯网（页面存档备份，存于）、北京青年报（页面存档备份，存于）

## 9月16日
- 美国导演戴维·拉塞尔执导的电影《乌云背后的幸福线》获得第37届多伦多国际电影节人民选择奖。网易（页面存档备份，存于）

## 9月18日
- 緬甸政治家昂山素姬出訪美國。CNN

## 9月21日
- 野田佳彥連任民主黨黨魁。新浪

## 9月25日
- 中華人民共和國第一艘航空母艦遼寧號在大連港交付解放軍海軍。新華社（页面存档备份，存于）
- 世界衛生組織發出警報，指中東出現兩宗類似SARS的新型冠狀病毒感染個案。RT.com（页面存档备份，存于）

## 9月26日
- 蒙古籍日本相撲選手日馬富士公平推舉晉陞為第70代橫綱。共同網（页面存档备份，存于）今日日本（页面存档备份，存于）朝日新聞每日新聞

## 9月27日
- 針對2012年初所爆發的武裝衝突所進行的外交談判中，在非洲聯盟的協調下南蘇丹與蘇丹共和國簽屬一系列有關經濟與邊界的協定。半島電視台（页面存档备份，存于）
- 中華民國海基會董事長江丙坤辭去其職，由原國民黨秘書長林中森接任。新华网

## 9月28日
- 在審查王立軍事件與海伍德死亡案等犯罪案件後，中共中央政治局決定開除薄熙來其中國共產黨黨籍與所有公職。新華網（页面存档备份，存于） 英國廣播公司（页面存档备份，存于）
- 尼泊尔一架小型客机起飞数分钟后坠毁，造成机上19人遇难。网易
- 联合国人权理事会第21次会议在瑞士日内瓦举行，表决通过了摩洛哥、沙特阿拉伯等国提出的“叙利亚人权状况”的决议草案。网易（页面存档备份，存于）